# Ole Rømer
Ole Christensen Rømer (25. září 1644, Aarhus – 19. září 1710, Kodaň) byl dánský matematik, astronom a politik. V roce 1676 dokázal, na základě pozorování zákrytů prvního měsíce Jupitera, že je rychlost světla konečná.

## Život
Narodil se v rodině rejdaře a obchodníka. Vystudoval matematiku a astronomii na Kodaňské univerzitě. Jeho učitelem zde byl Rasmus Bartholin (Rømer si později vzal jeho dceru).
Poté pracoval na ostrově Hven, společně s francouzským astronomem Jeanem Picardem. Spolu pozorovali planetu Jupiter a zvláště zákryty Jupiterova měsíce Io. Když jich napozorovali 140, srovnali je s obdobnými pozorováními, které v Paříži prováděl Giovanni Cassini. Rozdíly naměřených časů zákrytu očekávali, vyplývaly z rozdílné zeměpisné délky, avšak Rømer si povšiml, že časové rozdíly také závisí na tom, zda se Jupiter k Zemi blíží, nebo se od ní vzdaluje. Z toho odvodil, že rychlost světla je konečná.
Picard pak pozval Rømera do Paříže, aby svou teorii přednesl na půdě Francouzské akademie věd. Zde ovšem nedošel uznání, jeho názory odporovaly některým descartovským představám, které byly stále nedotknutelné. Rychlost světla změřil (a Rømerův závěr tak potvrdil) až o 170 let později Hippolyte Fizeau.
V Paříži Rømer ovšem zůstal, jako Cassiniho asistent na Pařížské hvězdárně. Rovněž vyučoval na dvoře Ludvíka XIV. V roce 1679 se během cesty do Anglie setkal s Isaacem Newtonem, Johnem Flamsteedem a Edmundem Halleyem.
Zavedl vlastní teplotní stupnici (Rømerova teplotní stupnice), která ale není příliš známa, neboť ji upravil Gabriel Fahrenheit a svět přijal více jeho systém.
V roce 1681 mu dánský král nabídl post dvorního astronoma, profesora na Kodaňské univerzitě a zároveň ředitele hvězdárny. Této velkorysé nabídce Rømer neodolal. V roce 1700 Rømer přesvědčil krále, aby opustil klasický juliánský kalendář.
V závěru života se vrhl na politiku. Nejprve byl zástupcem velitele kodaňské policie a kvůli větší bezpečnosti a kontrole ulic zavedl v Kodani pouliční osvětlení. Roku 1705 byl zvolen přímo starostou Kodaně. Za rok dokonce stanul v čele státní rady Dánska.
Je po něm pojmenován kráter Römer na přivrácené straně Měsíce.